# Mussolet de Tucumán
El mussolet de Tucumán (Glaucidium brasilianum tucumanum; syn: Glaucidium tucumanum) és un tàxon d'ocell de la família dels estrígids (Strigidae). Habita zones de bosc del Paraguai i nord de l'Argentina.

## Taxonomia
Segons el Handook of the Birds of the World i la quarta versió de la BirdLife International Checklist of the birds of the world (Desembre 2019), aquest tàxon tindria la categoria d'espècie. Tanmateix, altres obres taxonòmiques, com la llista mundial d'ocells del Congrés Ornitològic Internacional (versió 13.1, gener 2023), el consideren encara una subespècie del mussolet rovellat (Glaucidium brasilianum).